# Rhyparus peninsularis
Rhyparus peninsularis är en skalbaggsart som beskrevs av Gilbert John Arrow 1905. Rhyparus peninsularis ingår i släktet Rhyparus och familjen Aphodiidae. Inga underarter finns listade i Catalogue of Life.